# Mario Savio

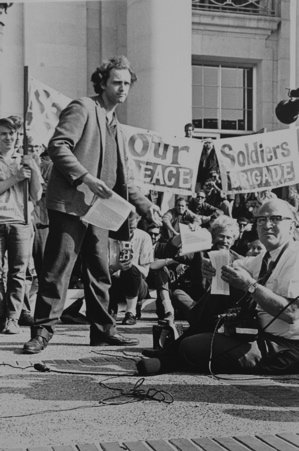
Mario Savio.

Mario Savio (8 de diciembre de 1942-6 de noviembre de 1996) fue un activista estadounidense y miembro clave del Movimiento por la Libertad de Expresión de Berkeley. Es más famoso por sus discursos apasionados, especialmente el discurso de "pongan sus cuerpos en marcha" pronunciado en el Sproul Hall de la Universidad de California, Berkeley el 2 de diciembre de 1964.
Savio sigue siendo históricamente relevante como un ícono de la primera fase del movimiento contracultural de la década de 1960.

## Biografía
Savio nació en la ciudad de Nueva York de un padre italiano nacido en Sicilia que diseñó y fabricó equipos para restaurantes. La madre de Savio era de ascendencia italiana (de Veneto), aunque nació en los Estados Unidos, y trabajaba como vendedora minorista. Ambos padres eran católicos devotos y, como monaguillo, Savio planeaba convertirse en sacerdote.
Se graduó de la Martin Van Buren High School en Queens como el mejor de su clase en 1960 y luego fue al Manhattan College en una beca así como al Queens College. Cuando terminó en 1963, pasó el verano trabajando con una organización católica de ayuda en Taxco, México, ayudando a mejorar los problemas sanitarios mediante la construcción de instalaciones en los barrios marginales.
Sus padres se habían mudado a Los Ángeles y ese otoño se matriculó en la Universidad de California, Berkeley. En marzo del año siguiente fue arrestado mientras se manifestaba contra la Asociación de Hoteles de San Francisco por excluir a los negros de trabajos no serviles. Fue acusado de allanamiento de morada, junto con otros 167 manifestantes. Mientras estaba en la cárcel, un compañero de celda le preguntó si se dirigía a Mississippi ese verano para ayudar con el proyecto Derechos civiles.